# 良遍 (法相宗)
良遍（りょうへん）は、鎌倉時代前期の法相宗の僧。俗姓は藤原氏。字は蓮阿。三位已講・生駒僧都とも称される。
奈良興福寺で法相教学を学び、法印・権大僧都に任じられた。覚盛から戒を受け、戒律の復興に尽力した。生駒竹林寺の住持となり、東大寺知足院を復興している。

## 文献
- 鎌田茂雄校注「法相二巻抄」- 『日本思想大系15　鎌倉旧仏教』（岩波書店 1971年、新装版「続・日本仏教の思想」1995年）に収録
- 太田久紀訳著 『観心覚夢鈔　佛典講座42』（大蔵出版 1981年、新装版2001年）
- 竹村牧男 『唯識のこころ 「観心覚夢鈔」を読む』（「新興福寺仏教文化講座4」春秋社 2001年）
- 横山紘一 『唯識とは何か 「法相二巻抄」を読む』（春秋社、1996年、新版2001年、増補版2005年）

- 北畠典生 『日本中世の唯識思想』（<龍谷大学仏教文化研究叢書7>永田文昌堂 1997年）
  - 同『「観念発心肝要集」の研究』（永田文昌堂 1994年）
  - 同『「信願上人小章集」 の研究』（永田文昌堂 1987年）
- 山崎慶輝 『大乗伝通要録講読』（永田文昌堂 1964年）